# Copa Campeonato 1911
La Copa Campeonato 1911 fu vinta dall'Alumni. Fu il suo 10º titolo in 12 stagioni e anche l'ultimo, poiché alla fine della stagione il club venne sciolto.

## Classifica finale
|    | Classifica finale | Pti | G  | V  | N | P  | GF | GS | DR  |
| -- | ----------------- | --- | -- | -- | - | -- | -- | -- | --- |
| 1. | Alumni            | 23  | 16 | 11 | 1 | 4  | 48 | 15 | +33 |
| 1. | Porteño           | 23  | 16 | 10 | 3 | 3  | 26 | 12 | +14 |
| 3. | San Isidro        | 18  | 16 | 7  | 4 | 5  | 29 | 24 | +5  |
| 4. | Racing Club       | 17  | 16 | 6  | 5 | 5  | 26 | 24 | +2  |
| 5. | River Plate       | 16  | 16 | 6  | 4 | 6  | 22 | 31 | -9  |
| 6. | Gimnasia (BA)     | 14  | 16 | 5  | 4 | 7  | 28 | 31 | -3  |
| 7. | Belgrano Athletic | 13  | 16 | 4  | 5 | 7  | 23 | 28 | -5  |
| 8. | Estudiantes (BA)  | 12  | 16 | 2  | 8 | 6  | 20 | 36 | -16 |
| 9. | Quilmes           | 8   | 16 | 2  | 4 | 10 | 23 | 43 | -20 |

### Spareggio
| Arbitro: | Alfano |

| |            | |
| A. Brown 22’ Lett 56’ | Marcatori  | 84’ Genoud |
| Bolinches P J. G. Brown D J. D. Brown D Peel Yates C E. Brown C Lawrie C Weiss A A. Brown A J. Brown A Lett A Watson Hutton A | Formazioni | P Rithner D Viboud D Cuchi C Berisso C Bacigaluppi C Dastuque Duhalde A Genoud A Galup Lanús A Piaggio A Márquez A Debenedetti |

## Classifica marcatori[1]
| Gol |  |  | Giocatore       | Squadra    |
| --- |  |  | --------------- | ---------- |
| 10  |  |  | Carlos Lett     | Alumni     |
| 10  |  |  | Ricardo Malbrán | San Isidro |
| 10  |  |  | Antonio Piaggio | Porteño    |